# Петанж
Пета́нж (люкс. Péiteng, фр. Pétange, нем. Petingen) — город в герцогстве Люксембург, расположенный в округе Люксембург. Входит в состав кантона Эш-сюр-Альзетт и является центром одноимённой коммуны.

## Население
| 12 127 | ↗ 12 352 | ↗ 13 749 | ↗ 16 085 | ↗ 17 973 |

Население составляет 15567 человек (на 2008 год), в коммуне располагаются 5880 домашних хозяйств. Занимает площадь 11,93 км² (по занимаемой площади 100 место из 116 коммун). Наивысшая точка коммуны над уровнем моря составляет 397 м. (61 место из 116 коммун), наименьшая 260 м. (70 место из 116 коммун).

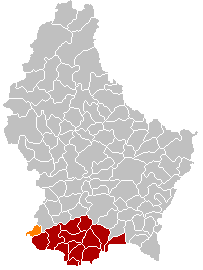
Оранжевый цвет - коммуна Петанж, красный - кантон Эш-сюр-Альзетт.